# Marcello Boldrini
Marcello Boldrini (Matelica, 9 febbraio 1890 – Milano, 5 marzo 1969) è stato uno statistico, politico e dirigente pubblico italiano; fu presidente dell'Agip e poi dell'Eni.

## Biografia
Nato a Matelica da Vincenzo, insegnante elementare in seguito ispettore scolastico e rinomato poeta dialettale, e da Seconda Galeoni. Compie gli studi elementari e medi nella città natale e a Perugia, poi si iscrive alla facoltà di economia e commercio all'Università Bocconi di Milano, dove nel dicembre 1912 si laurea in statistica con Francesco Coletti. L'anno dopo si trasferisce a Padova, per perfezionarsi in statistica sotto la guida di Corrado Gini. Alla fine del 1919 si reca a Ginevra come esperto presso la Società delle Nazioni ove cura, tra le altre cose, i primi numeri del periodico che in futuro, con successive trasformazioni, sarebbe diventato il bollettino di statistica delle Nazioni Unite. Durante la guerra si arruola volontario nel corpo degli alpini e viene inviato al fronte raggiungendo il grado di capitano. Nel giugno 1944 torna a Matelica per prendere parte alla Resistenza con funzioni di collegamento ed informazioni logistiche, contribuendo alla liberazione della cittadina.
Sposa Renata Bombi, dalla quale ha un figlio: Marco. Muore a Milano il 5 marzo 1969.

## Attività accademica
Nel luglio 1922, ottenuta la libera docenza in statistica rientra in Italia e, dopo aver tenuto corsi di studio a Messina e a Palermo, dal novembre 1924 ha l'incarico di insegnamento in statistica presso l'Università Cattolica di Milano, divenendo straordinario dal febbraio 1925 e ordinario esattamente tre anni dopo, nel 1928. Qui ricopre anche, per trent'anni (dal 1925 al 1955), l'incarico di demografia e, per periodi più brevi, di statistica economica, politica economica, biometria e (dal 1938 al 1942) di demografia generale e comparata delle razze. Dal 1936 al 1955 è preside della facoltà di scienze politiche e poi di economia. È anche incaricato di statistica economica e demografica presso la Bocconi (1934-51) e di statistica presso la Statale di Milano (1948-55). Nell'anno 1955-56 passa all'università di Roma, succedendo a Corrado Gini sulla cattedra di statistica della facoltà di scienze statistiche demografiche e attuariali per più di quattro anni, fino al raggiungimento dei limiti di età, nell'ottobre del 1960.
Dal 1922 ha quindi ininterrottamente tenuto corsi di statistica, biometria e demografia. Fu inoltre membro di diverse accademie ed istituti sia in Italia che all'estero, ricoprendo per alcuni anni anche la carica di presidente dell'Istituto Internazionale di Statistica. Tra i suoi allievi si ricordano Luigi Vajani e Giampiero Landenna.

## Attività politica
Boldrini partecipò alle attività per la creazione della Democrazia Cristiana, sulle ceneri del Partito Popolare Italiano, disciolto durante il fascismo, ma benché fosse amico stretto di gran parte dei componenti del partito, non fu mai iscritto ad esso. Fece parte della corrente, poi guidata da Ezio Vanoni, che si rifaceva alle tesi sviluppate nel cosiddetto Codice di Camaldoli ed instaurò sin dall'anteguerra un rapporto di profonda amicizia con Enrico Mattei, che aiutò, presentandolo nel 1945 a Vanoni, ad entrare nella Resistenza e a divenire un dirigente del partito (che poi lo candidò alla presidenza dell'azienda petrolifera di Stato). Dal luglio 1944 al dicembre 1945 fu, come indipendente, assessore supplente alla Pubblica Istruzione nella giunta tripartita DC-PCI-PSI.

## Attività industriale e presidenze
Al di là dell'impegno accademico, Marcello Boldrini ebbe diversi incarichi direttivi nell'industria petrolifera statale: venne infatti nominato presidente dell'Agip, carica che ricoprì dal 1948 al 1953; fu vicepresidente dell'ENI dal 1953 al 1962, e ne divenne infine presidente succedendo all'amico Enrico Mattei fino al 1967.

### Altri incarichi presidenziali
Fu inoltre, dal 1953 al 1959, presidente della SISI (società a capitale misto Agip, FIAT, Pirelli e Italcementi, per lo sviluppo di iniziative stradali in Italia: sue furono l'idea originaria e la denominazione dell'Autostrada del Sole) e, dal 1953 al 1955, della Commissione economica di studio per il piano di rinascita della Sardegna; dal 1953 alla morte fu vicepresidente del Comitato per le nuove chiese, presieduto prima da Mattei e poi dal cardinal G.B.Montini; dal 1958 al 1961 fu presidente della Romsa (Raffineria Oli Minerali) e dal 1959 alla morte dell'IROM (Industria Raffinazione Oli Minerali) e della STEI (Società Termo Elettrica Italiana). Dal 1964 divenne presidente dell'ISCO (Istituto per lo Studio della COngiuntura), da lui fondato nel 1957 con Ezio Vanoni ed altri. Negli ultimi anni di vita presiedette anche il comitato ordinatore dell'Istituto superiore di scienze sociali di Trento. Dall'ottobre 1951 era socio nazionale dell'Accademia dei Lincei.

### Opere
- Biometrica, 1927
- Biometria e antropometria, 1934
- Statistica, 1937
- Statistica, teoria e metodi, 1942